# Friedrich Lenk
Friedrich Lenk (cca 1809 Lengenfeld – 1. července 1877 Kynšperk nad Ohří) byl rakouský politik německé národnosti z Čech, poslanec Českého zemského sněmu.

## Biografie
Pocházel z Lengenfeldu v Sasku. Byl měšťanem a obchodníkem v Kynšperku nad Ohří. V tomto městě zastával od roku 1870 post starosty.
V 70. letech se zapojil do vysoké politiky. V zemských volbách v roce 1870 byl zvolen na Český zemský sněm, kde zastupoval kurii městskou, obvod Vildštejn, Kynšperk, Hazlov. Mandát zde obhájil ve volbách v roce 1872. Patřil mezi kandidáty německé liberální Ústavní strany.
Zemřel v červenci 1877 ve věku 68 let. Příčinou úmrtí byla plicní choroba.